# Théorème de Dupuis
Pour les articles homonymes, voir Dupuis (homonymie).
Le théorème de Dupuis est un théorème de géométrie, énoncé par le mathématicien français Charles-François Dupuis.

## Énoncé du théorème
Soit une sphère mobile tangente à deux sphères fixes (elle « roule » entre ces deux sphères). Le lieu géométrique des points de contact est un cercle sur chaque sphère fixe.